# 高松市立中央小学校
高松市立中央小学校（たかまつしりつ ちゅうおうしょうがっこう）は、香川県高松市松縄町にある市立小学校。

## 概要
高松市の中部、太田地区と木太地区の境に位置する小学校である。校名は当時の高松市域の中央に位置する意から名付けられたものであり、郊外に位置していることからも高松市の中心部に位置するという意味ではない。太田第2土地区画整理事業の事業区域内に位置していることから、換地処分公告の翌日の2008年11月1日より所在地が松縄町字南原807番地1から現在のものに変更になった。当校の児童数は香川県内の公立小学校中、栗林小、多肥小、太田南小に次いで第4位の数である。

## 学校データ
- 児童数：913人（2016年度[1]）
- 児童愛称：

学校施設（2015年5月1日時点）
- 普通教室：33教室
- 特別教室：11教室
- 校舎面積：6,955m2
- 体育館面積：845m2

服装規定
- 制服：あり（通年必用）
- 防寒着：不明

## 歴史

### 年表
- 1972年（昭和47年）10月12日 - 松縄町字南原807番1号の中部運動場用地を学校建設用地に用途変更。
- 1973年（昭和48年）
  - 8月4日 - 校名を高松市立中央小学校と命名。
  - 9月6日 - 校舎、給食場、体育館起工。
- 1974年（昭和49年）
  - 3月1日 - 校章制定。
  - 3月8日 - プール建設工事着工。
  - 4月1日 - 開校。校区を太田、木太[3]、栗林の各小学校区から分割、更にその他の学校からの転入306名。
  - 7月10日 - プール設置。
- 1976年（昭和51年）
  - 3月3日 - 校歌制定。
  - 8月1日 - 南庭泉水完成。
- 1978年（昭和53年）8月20日 - 校舎増築工事竣工（普通教室4、便所、昇降口）。
- 1989年（平成元年）11月7日 - 給食場改築。
- 1991年（平成3年）12月5日 - 体育館大規模改修工事竣工。
- 1992年（平成4年）2月10日 - 南校舎外壁塗装工事竣工。
- 1993年（平成5年）11月8日 - 創立20周年記念「未来への像」建立。
- 1996年（平成8年）7月22日 - 体育館屋外スロープ設置工事竣工。
- 1997年（平成9年）
  - 3月18日 - 東門・正門・体育館前通用門改修工事竣工。
  - 10月22日 - 飼育舎改築工事竣工。
- 1998年（平成10年）12月21日 - 体育館耐震工事竣工。
- 2000年（平成12年）
  - 3月15日 - 北校舎外壁塗装工事竣工。
  - 8月28日 - 体育館南男子便所改修工事竣工。
- 2001年（平成13年）
  - 8月24日 - 北館校舎内壁塗装工事竣工。
  - 12月12日 - 運動場放送設備改修。
- 2002年（平成14年）10月24日 - 校内LAN工事竣工。
- 2003年（平成15年）
  - 3月28日 - 校舎増築工事竣工。
  - 4月1日 - 特別支援学級（そら・もも組）設置。
- 2004年（平成16年）
  - 4月1日 - 高松市立小中学校全校で3学期制を廃し、2学期制を導入。同日、特別支援学級（ふじ組）設置。
  - 11月20日 - 創立30周年記念の集い。
- 2005年（平成17年）
  - 4月1日 -  特別支援学級（さくら組）設置。
  - 5月15日 - 運動会（2学期制実施に伴い、体育協会と共催で実施）。
  - 9月14日 - プール・体育館南側外棚改修工事竣工。
- 2006年（平成18年）3月28日 - 北校舎増築工事・北校舎1階女子便所改装工事竣工。北校舎、脱靴場、南校舎にかけてスロープ工事竣工。
- 2007年（平成19年）4月1日 - 特別支援学級（たんぽぽ・もも2組）設置。
- 2008年（平成20年）
  - 4月1日 - 特別支援学級（そら2組）設置。
  - 9月22日 - 給食調理場床改修工事竣工。
  - 11月1日 - 区画整理事業区域内の換地処分公告に伴う住所変更。
- 2009年（平成21年）
  - 8月31日 - 体育館床改修工事竣工。
  - 12月14日 - プール床改修工事竣工。
- 2010年（平成22年）4月1日 - 第1学年が5学級になったことを受け、クラス名を色から数字に変更。
- 2011年（平成23年）4月 - この月から翌年3月まで、南館耐震補強工事、太陽光発電設備設置工事、便所改修工事、消火配管改修工事竣工。
- 2012年（平成24年）4月1日 - 北校舎増築工事竣工、あおぞら教室新築。
- 2013年（平成25年）
  - 4月1日 - 高松市立小中学校全校で3学期制に移行。
  - 11月16日 - 創立40周年記念式典挙行、「荘川桜」記念植樹。
- 2014年（平成26年）4月1日 - 全館空調工事が完成し、稼働開始。
- 2015年（平成27年）3月31日 - 旧教室鍵更新・マスター1本化。
- 2016年（平成28年）
  - 1月7日 - 正門下下水管改修工事竣工。
  - 1月30日 - 体育館小窓鉄格子改修工事竣工・南校舎北外壁塗装工事竣工。
- 2022年（令和4年）4月 - この月から翌月にかけて、トイレ改修工事実施。

### 全校児童数の推移
中央小学校の児童数は年々増加しており、特に2001年度から2011年度の10年間は区画整理区域内の人口増加により急増している。
- 1999年度：543人
- 2000年度：528人（-15人）
- 2001年度：589人（+61人）
- 2002年度：596人（+7人）
- 2003年度：608人（+12人）
- 2004年度：627人（+19人）
- 2005年度：654人（+27人）
- 2006年度：728人（+74人）
- 2007年度：763人（+35人）
- 2008年度：829人（+66人）
- 2009年度：866人（+37人）
- 2010年度：887人（+21人）
- 2011年度：901人（+14人）
- 2012年度：871人（-30人）
- 2013年度：893人（+22人）
- 2014年度：910人（+17人）
- 2015年度：920人（+10人）
- 2016年度：913人（-7人）

## 教育目標
- 豊かな人間性を求めて、心身ともにたくましく生きる児童の育成

児童像
- よく考える子：自ら学ぶ意欲
- 思いやりのある子：自他の生命の尊重
- 自分でやりぬく子：自己指導能力と規範意識の育成
- じょうぶな子：個に応じた生活習慣の確率

## 通学区域
通学区域は高松市太田地区及び木太地区の各一部。開校前のこの地域はそれぞれ太田、木太、栗林の各小学校区であった。
- 高松市
  - 今里町二丁目（全域）
  - 松縄町（全域）
  - 伏石町（2078番地～2086番地、2091番地～2107番地、2113番地～2123番地、2128番地～2180番地）
  - 木太町（5004番地～5116番地）

## 進学先中学校
- 高松市立木太中学校

## 学校周辺
- レインボーロード
- 太田中央コミュニティーセンター
- 社会福祉法人こぶし福祉会こぶし中央保育園
- 大池
- 野田池
- 国道11号高松東バイパス

## 交通
- ことでんバスショッピング・レインボー循環バス「レインボーロード伏石」バス停下車後、徒歩約325m・約5分。